# Гомсельмаш

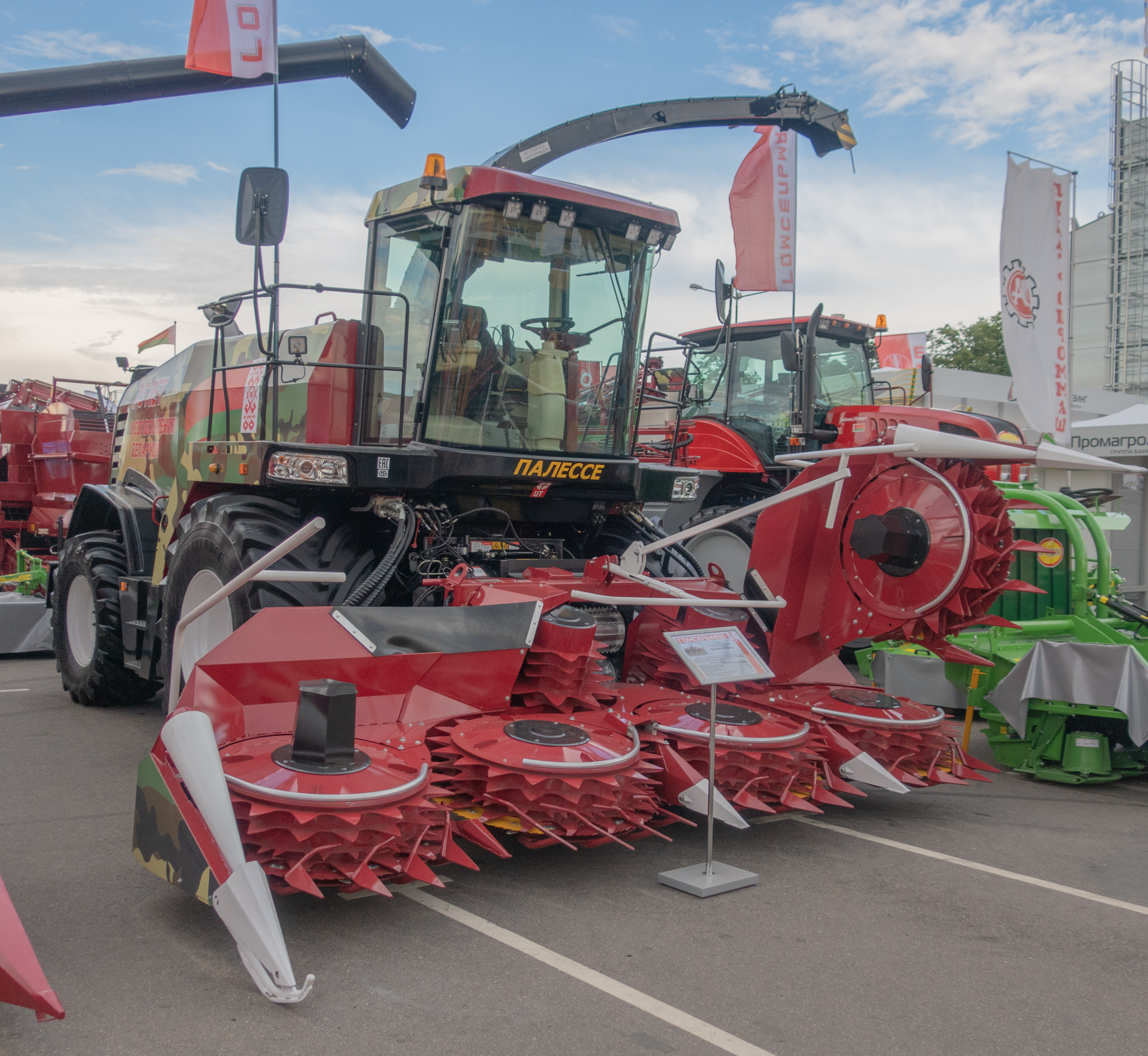
Кормоуборочный комбайн КВК-8060

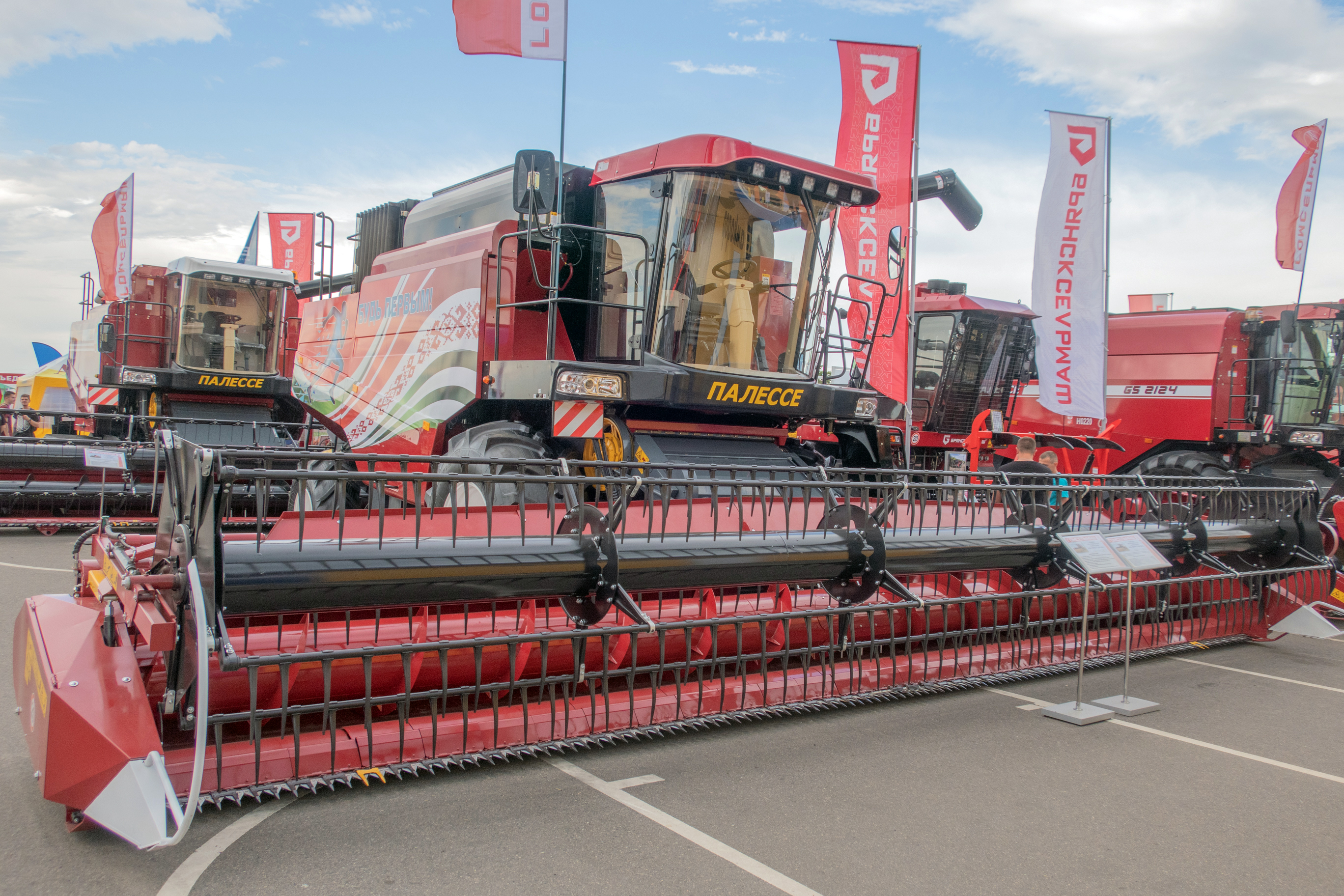
Зерноуборочный комбайн «Полесье» 12А1

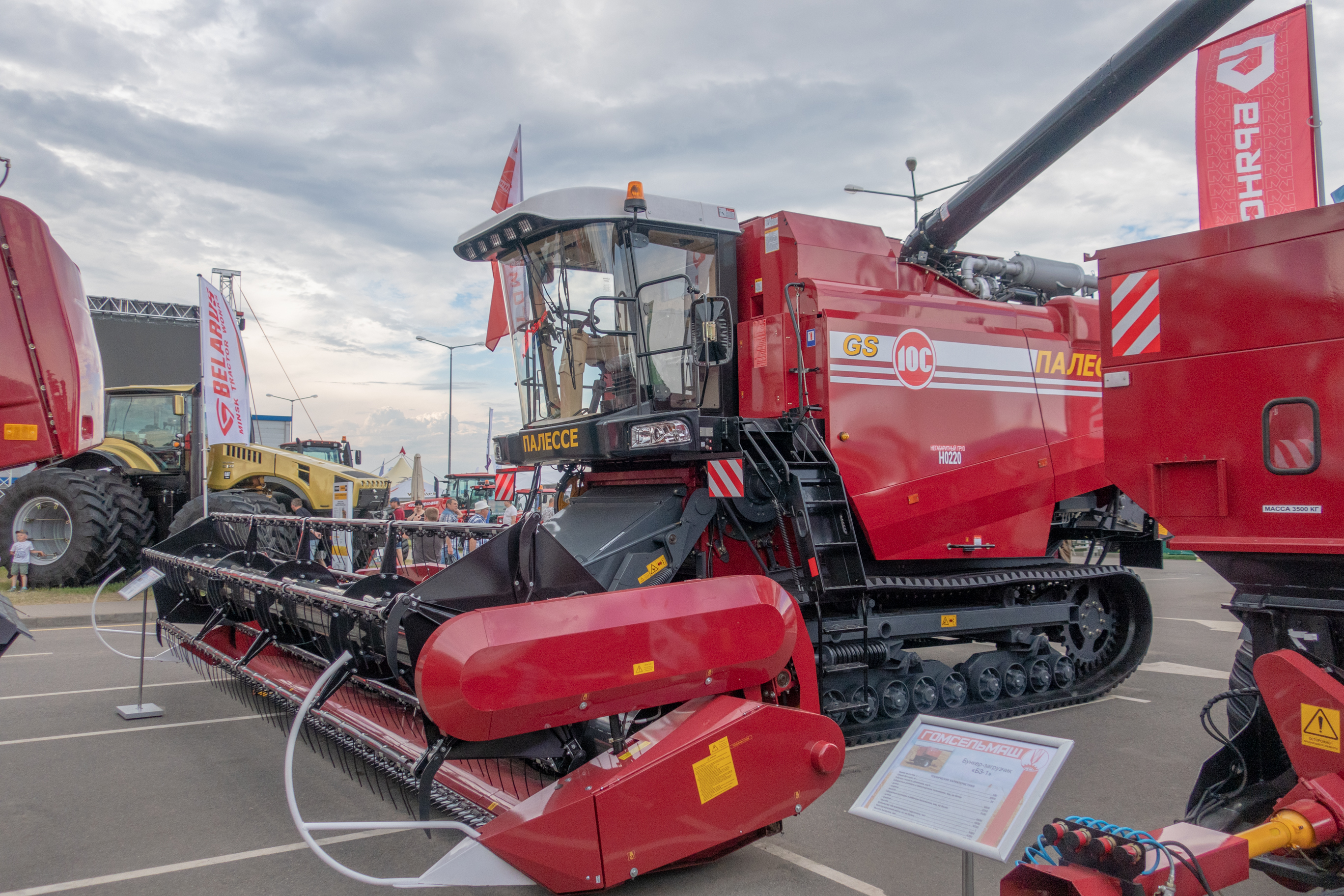
Зерноуборочный комбайн «Полесье» 10C на гусеничном ходу

Открытое акционерное общество «Гомсельмаш» (белор. Адкрытае акцыянернае таварыства «Гомсельмаш») — белорусская компания, производитель сельскохозяйственной техники (г. Гомель). Входит в состав холдинга «ГОМСЕЛЬМАШ» и является его управляющей компанией.

## История

### 1928—1941
Строительство завода сельскохозяйственных машин в Гомеле начато в 1928 году. Днём рождения завода «Гомсельмаш» считается 15 октября 1930 года, когда выдал первую плавку литейный цех.
Выход завода на проектную мощность и его успешная работа в 30-е годы позволили СССР полностью отказаться от импорта десятков наименований машин для кормопроизводства, зернового хозяйства, льно- и коноплеводства, первичной переработки лубяных культур — теперь такими машинами обеспечивал сельхозпроизводителей «Гомсельмаш». В 1940 году 18 из 26 наименований продукции «Гомсельмаша» были включены в советский экспорт.

### В эвакуации
В годы Великой Отечественной войны завод работал в эвакуации. В город Курган прибыло 1100 вагонов с оборудованием, незавершённой продукцией и другим имуществом Гомельского завода сельскохозяйственного машиностроения. Всё это поступило на базу Курганского машиностроительного завода (директор П. А. Марков). Вместе с оборудованием прибыло 290 кадровых рабочих, 135 инженерно-технических работников и 43 служащих. Заводы объединены в одно предприятие «Уралсельмаш», директором которого назначен Анатолий Калманович Генкин, секретарём партбюро избран Н. К. Соболенко. Завод получил задание организовать выпуск мин и миномётов. 26 августа 1941 года руководство завода «Уралсельмаш» доложило Курганскому горкому ВКП(б) об отгрузке первой партии боевой продукции. В конце декабря 1941 года в «Уралсельмаш» влился эвакуированный цех Люберецкого завода сельскохозяйственного машиностроения имени Ухтомского и часть кировоградского завода «Красная звезда». Пять раз завоёвывал коллектив завода переходящее Красное Знамя ЦК ВКП(б), Государственного комитета обороны, ВЦСПС и Министерства вооружения. Указом Президиума Верховного Совета СССР от 7 января 1946 года «Уралсельмаш» переведён в ведение Министерства сельскохозяйственного машиностроения. В 1948 году директором назначен А. Д. Сабельников. В январе 1950 года «Уралсельмаш» разделён на 2 самостоятельных предприятия: завод на старой площадке получил наименование «Кургансельмаш», а на новой площадке сохранил название «Уралсельмаш», впоследствии Открытое акционерное общество «Русич» — «Курганский завод колесных тягачей им. Д. М. Карбышева».

### 1944—1955
Полностью разрушенная материально-техническая база завода в Гомеле восстановлена на довоенном уровне за три года (1944−1947). В 1950 году довоенный объём производства превзойден вдвое. После создания в 1947 году специального конструкторского бюро чётко определяется специализация «Гомсельмаша»: создание и производство машин для комплексной механизации технологических процессов в кормопроизводстве. Начаты работы по созданию первого отечественного силосоуборочного комбайна.

### 1956—1976
В 1956 году на «Гомсельмаше» начато массовое производство прицепных силосоуборочных комбайнов СК-2,6. На протяжении последующих двух десятилетий с конвейера «Гомсельмаша» сходили новые, более совершенные модели прицепных комбайнов: СК-2,6А, УКСК-2,6, КС-2,6 , КС-1,8 «Вихрь». Было также освоено производство специальных тракторных прицепов-ёмкостей для перевозки измельченной зелёной массы.

### 1977—1986
В 70-е годы растущие потребности животноводства в мощной кормовой базе и качественных кормах уже не могли быть полностью обеспечены за счёт применения прицепных комбайнов.
На «Гомсельмаше» была создана конструкция, проведены испытания и в 1977—1978 годах организовано производство первого отечественного самоходного кормоуборочного комбайна КСК-100. В 1978 году на базе завода создано производственное объединение «Гомсельмаш», главной задачей которого стал массовый выпуск самоходных комбайнов. В результате крупномасштабной реконструкции и нового строительства были созданы производственные мощности, которые в несколько раз превосходили уровень, достигнутый «Гомсельмаш» за всю его предыдущую историю. К 1986 году проведена коренная модернизация комбайна КСК-100 и начат выпуск новых моделей КСК-100А и КСК-100А-1.
Комбайн КСК-100 и его модификации на десятилетия стали основными кормоуборочными машинами в СССР (впоследствии в странах СНГ).

### 1987—1999
Дальнейшее развитие сельскохозяйственного производства выдвинуло на первый план задачу повышения его рентабельности. Необходимо было создание такой сельскохозяйственной техники, которая наряду с высокой производительностью и качеством уборки обеспечивает значительное снижение удельных затрат на производство сельскохозяйственной продукции.
В 1987 году «Гомсельмаш» в сотрудничестве с ВИМом и рядом отраслевых НИИ и КБ приступил к созданию принципиально нового для отечественного машиностроения типа сельскохозяйственной техники -универсального энергосредства (УЭС) со шлейфом навесных машин различного назначения.
В 1989 году начат выпуск универсального энергосредства УЭС-250 «Полесье». В машине, оснащённой двигателем мощностью 250 л. с., реализована возможность передачи 100 % мощности через валы отбора мощности, что позволяет эффективно агрегатировать с ней машины и комбайны с активными рабочими органами, потребляющими значительную часть мощности двигателя. В УЭС-250 и созданных в 90-е годы новых моделях энергосредства использованы конструктивные решения, определяющие мировой технический уровень.
Энергосредство УЭС-250 и созданный одновременно с ним полунавесной кормоуборочный комбайн КПК-3000 составили кормоуборочный комплекс К-Г-6 «Полесье». Уже в 1990—1991 гг. комплексы К-Г-6 поставлялись во все основные сельскохозяйственные регионы СССР.
В 90-е годы, а также в начале века на «Гомсельмаше» создана и запущена в производство система навесных машин для работы с УЭС:
- 1989 — комбайн полунавесной кормоуборочный КПК-3000 «Полесье»;
- 1994 — комбайн свеклоуборочный навесной КСН-6 (в дальнейшем разработаны и выпускаются несколько модификаций комбайна, в том числе для тяжёлых почв). Одновременно создан подборщик-погрузчик корнеплодов ППК-6, а в 1997 — сеялка точного высева СТВ-12;
- 1997 — косилка-плющилка ротационная КПР-6 шириной захвата 6 м (с 2005 года вместо КПР-6 производится косилка-плющилка трёхсекционная навесная КПР-9 захватом 9м);
- 1999 — комплект оборудования для зерноуборки, который в агрегате с УЭС-2-250А (280А) образует комплекс зерноуборочный роторный КЗР-10 «Полесье-Ротор»;
- 2002 — борона навесная ротационная БНР-6, которая в комплекте с сеялкой образует агрегатируемый с УЭС универсальный комбинированный агрегат УКА-6.

Практика применения комплексов машин на базе универсального энергосредства показала, что каждый из них обладает достоинствами современных специализированных самоходных комбайнов, сочетая высокую производительность с высоким качеством уборки. При этом комплексы «Полесье» обеспечивают низкие удельные затраты на уборку и быструю окупаемость.
Для кормопроизводства в 90-е годы созданы новые модификации самоходного комбайна КСК-100А, прицепной комбайн КДП-3000 «Полесье», самоходная косилка-плющилка КС-80, прицепная косилка-плющилка КПП-4,2, навесная косилка-измельчитель «Полесье-1500».

### 1999—2009
В 1999 году вышли на поля первые зерноуборочные комплексы КЗР-10 «Полесье-Ротор» на базе универсального энергосредства УЭС-2-250А «Полесье». Тем самым было положено начало созданию и развитию белорусского зерноуборочного комбайностроения.
В 2001—2005 г. «Гомсельмаш» производил также самоходный зерноуборочный комбайн КЗС-7 «Полесье» (11,5 т/час). Оснащение АПК Беларуси комплексами КЗР-10 и комбайнами КЗС-7 позволило в основном вывести из эксплуатации устаревшие и выработавший свой ресурс комбайны СК-5 «Нива» и «Дон-1500» и решить проблему комбайнового дефицита с наименьшими затратами средств.
Конструкторами «Гомсельмаша» созданы новые модели зерноуборочных комбайнов «Полесье-10К» (производится с 2005 года) и «Полесье-1218». Комбайны современного технического уровня рассчитаны на производительность по зерну соответственно 15-16 и 18 т/час и оснащены информационно-управляющей системой на базе бортового компьютера. С 2005 года ведутся работы по созданию сверхмощного зерноуборочного комбайна.
Созданы и производятся модификации свеклоуборочного комбайна КСН-6-3 и КСН-6-2М, а также почвообрабатывающие машины: культиваторы-окучники-грядообразователи, культиваторы фрезерные универсальные, плуги-культиваторы.
В 2005 году начато серийное производство сразу четырёх конструктивно и технологически сложных машин: комплекса высокопроизводительного «Полесье-800», косилки-плющилки трёхсекционной КПР-9, комбайн зерноуборочного самоходного «Полесье-10К» и полуприцепного картофелеуборочного комбайна ПКК-2-02.
Осваивается новое направление — производство самоходных зерноуборочных комбайнов. Начинается выпуск самого производительного в СНГ комбайна GS 12. Модернизируется ПАЛЕССЕ 07 и на его базе создаётся новая машина ПАЛЕССЕ GS 812. Начинается выпуск самых продуктивных и мощных: зерноуборочного комбайна ПАЛЕССЕ GS 14, кормоуборочного комбайна ПАЛЕССЕ FS80, энергосредства ПАЛЕССЕ 290/450.

### 2014
11 августа 2014 года Министерством экономики Республики Беларусь зарегистрирован холдинг «Гомсельмаш» в Государственном реестре холдингов за № 83.
Приказом Министерства промышленности Республики Беларусь от 14.03.2014 № 171 управляющей компанией холдинга определено ОАО «Гомсельмаш». Остальные участники холдинга, оставаясь самостоятельными юридическими лицами — открытыми акционерными обществами, имеют статус дочерних компаний: ОАО «ЗЛиН», ОАО «ГЗ СИиТО», ОАО «СМЗ», ОАО «НТЦК» и ОАО «СП-Строй».

### 2015
До 19 ноября 2015 года в соответствии с уставом ОАО «СП-Строй» являлось дочерней компанией холдинга «Гомсельмаш». С 19 ноября 2015 года акции общества были переданы в коммунальную собственность Гомельской области — в управление государственному учреждению «Гомельское областное управление строительным комплексом».

### 2018
Весь год обсуждается возможность продажи предприятия зарубежному инвестору. Предложение опубликовано Минпромом. Сумма инвестиций — не менее 500 млн долларов. Точку в дискуссии ставит Президент страны Александр Лукашенко, заявляющий, что намерений продавать ОАО «Гомсельмаш» какому-либо иностранному инвестору нет. По словам Президента, в частности, казахстанские партнёры готовы работать с «Гомсельмашем» и войти в капитал предприятия. «Но скажу прямо: я не собираюсь „Гомсельмаш“ продавать, я не хочу его приватизировать», — сказал глава государства. «Контрольный пакет акций продавать я не готов, и вряд ли в моё президентство это случится. Предприятие это государственное, и контроль должен остаться государственным», — подчеркнул белорусский лидер. Среди других претендентов, проявлявших интерес, он назвал российский «Ростсельмаш» и китайские компании.

### 2023–2024
12 мая 2023 года Украина ввела санкции против «Гомсельмаша» и Гомельского завода литья и нормалей, с августа 2024 года «Гомсельмаш» находится в санкционном списке Канады.

## Продукция

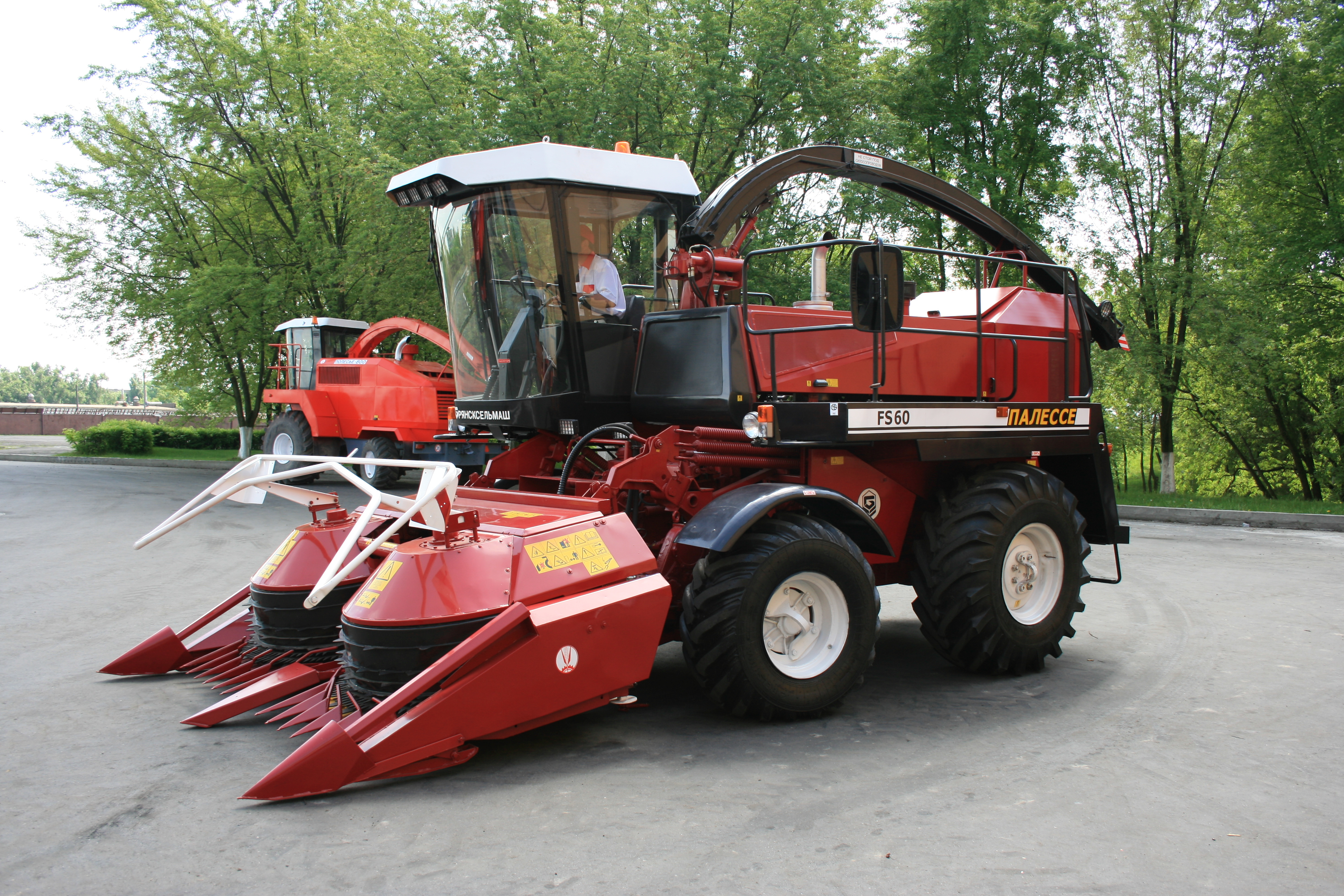
Кормоуборочный комбайн

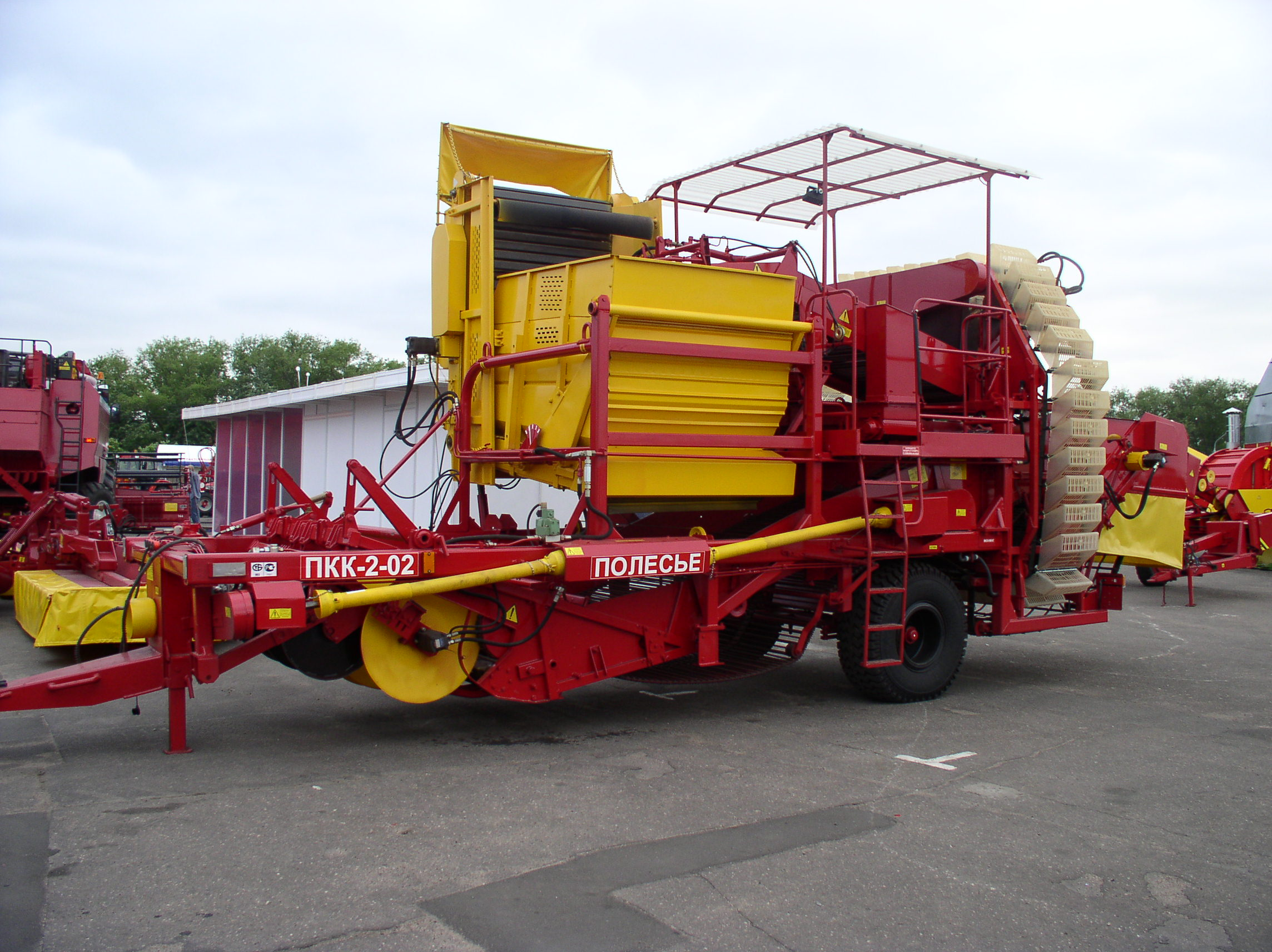
Картофелеуборочный комбайн

Сегодня «Гомсельмаш» производит уже не отдельные машины, а модельные ряды машин различного назначения, что позволяет обеспечить техникой от одного производителя все основные технологические процессы растениеводства, от комплексной обработки почвы и посева до уборки урожая.
Технологический ряд: Зерноуборочные комбайны и комплексы для уборки кормовых культур на сено, сенаж и силос, зерновых, крупяных культур и рапса, сахарной свёклы, картофеля; косилки, прицепные и навесные машины для комплексной обработки почвы.
Мощностной ряд: самоходные зерноуборочные комбайны и комплексы — от 210 до 360 л. с., кормоуборочные комбайны и комплексы — от 235 до 450 л. с., прицепные и навесные машины энергоёмкостью от 50 до 350 л. с.
Основные заводы компании «Гомсельмаш» расположены в Гомеле — административном центре юго-востока Беларуси, втором по численности населения и экономическому значению городе страны.
Компания располагает также заводом «Светлогорсккорммаш» по производству режущих аппаратов жаток, расположенным в посёлке Сосновый Бор Светлогорского района Гомельской области.
В Российской Федерации, в городе Брянске, работает совместное белорусско-российское предприятие «Брянсксельмаш», производящее в кооперации с «Гомсельмашем» кормоуборочные и зерноуборочные комбайны. В Аргентине работает филиал компании, в Китае — постоянное представительство компании. В Республике Татарстан (Российская Федерация) и Казахстане созданы совместные производства зерноуборочной техники.
Кроме основной продукции, ПО «Гомсельмаш» производит запасные части ко всем выпускаемым машинам и осуществляет их ремонт, а также выпускает широкий ассортимент товаров народного потребления.

### Показатели в 2008 году
Выручка ПО «Гомсельмаш» — 1,772 трлн бел руб. (1 доллар в 2008 г. — 2 150 бел руб.). Рост — на 35,3 % (по сравнению с 2007).
В том числе головное предприятие «Гомсельмаш» в 2008 увеличило объём выручки от реализации на 30,2 % до 1,3 трлн бел руб.
Объём производства товарной продукции в 2008 — 1,177 трлн бел руб. (рост на 35,3 % по сравнению с 2007).
В том числе головное предприятие нарастило выпуск техники на 30,2 % до 795,039 млрд бел руб.
Экспорт продукции в 2008 — $210 млн (рост в 2 раза к уровню 2007).

### Показатели в 2009 году
B 2009 году объём экспорта ПО «Гомсельмаш» составил $217 млн. В целом в 2009 году для АПК Беларуси «Гомсельмаш» изготовил и отправил в хозяйства 1612 единиц кормоуборочной и зерноуборочной самоходной техники и увеличил объём производства товарной продукции в физическом выражении на 17,8 % по сравнению с 2008 годом.

## Руководители в разные годы
- 1929—1930 годы И. И. Амбражунас[9]
- 1933—1943 годы А. К. Генкин
- 1943—1944 годы В. Т. Сериков
- 1944—1946 годы Т. И. Яковлев
- 1946—1955 годы А. Я. Быков
- 1955—1956 годы А. А. Сафронов
- 1956—1960 годы Ф. Н. Денисов
- 1960—1972 годы И. П. Котенок
- 1972—1987 годы Н. И. Афанасьев
- 1987—1992 годы С. С. Дрозд
- 1992—1995 годы С. И. Прокопенко
- 1995—2012 годы Жмайлик Валерий Алексеевич
- 2012—2019 годы Камко Александр Иванович
- С 2019 года Новиков Александр Александрович

## Награды
- Орден Ленина (1971)
- Орден Трудового Красного Знамени (1980)
- Медаль «В связи с 30-летием Словацкого народного восстания и Майского восстания Чешского народа» (Чехословакия, 1975)
- Почётные Грамоты Парламента Республики Беларусь
- Премии Правительства Республики Беларусь в области качества (2001, 2004, 2007, 2012)
- Премии Министерства промышленности Республики Беларусь в области качества (2006, 2009, 2013)
- Дипломант Премии Содружества Независимых Государств за достижения в области качества продукции и услуг (2009)
- Лауреат премии СНГ за достижения в области качества (2013)